# Milan Rychtařík
Milan Rychtařík (* 28. června 1972 Louny) je český manažer, podnikatel a politik, od roku 2014 zastupitel a v letech 2018 až 2022 místostarosta města Louny, od roku 2016 zastupitel Ústeckého kraje a od roku 2022 starosta Loun.

## Osobní život
Narodil se v červnu 1972 v Lounech. Absolvoval studium oborů veřejná správa, marketing a management na Vysoké škole finanční a správní a získal dva bakalářské tituly. Poté získal ještě magisterský titul z politologie. Během své kariéry pracoval jako ředitel a obchodní ředitel v soukromých společnostech.
Milan Rychtařík je rozvedený, z prvního manželství má syna Lukáše. Později se mu s přítelkyní Hanou narodila také dcera Lilien. Ve volném čase se věnuje sportu, šachům, vaření a cestování.

## Politické působení
Ve sněmovních volbách v roce 2013 kandidoval na 8. místě kandidátní listiny hnutí ANO na funkci poslance PSP ČR, ale nebyl zvolen (stal se však čtvrtým náhradníkem). V komunálních volbách v roce 2014 poté úspěšně kandidoval na 2. místě kandidátní listiny hnutí do zastupitelstva Loun. V krajských volbách v roce 2016 poté kandidoval na 4. místě kandidátní listiny hnutí na funkci zastupitele Ústeckého kraje a rovněž byl zvolen.
V komunálních volbách v roce 2018 obhájil jako lídr kandidátní listiny hnutí mandát zastupitele obce, když získal nejvíce preferenčních hlasů ze všech kandidátů. Krátce po volbách se navíc stal neuvolněným lounským místostarostou. V krajských volbách v roce 2020 poté funkci krajského zastupitele obhájil, když kandidoval z 11. místa kandidátní listiny. Po volbách se stal předsedou krajského výboru pro zdravotnictví. Souběžně s krajskými volbami kandidoval v roce 2020 také v senátních volbách, a to konkrétně v senátním obvodu č. 6 – Louny. Získal 19,2 % hlasů, skončil těsně na třetím místě a do druhého kola voleb tak nepostoupil (k postupu mu chybělo necelých 1,5 % hlasů).
Ve sněmovních volbách v roce 2021 figuroval Rychtařík na 14. místě kandidátní listiny hnutí, ale nebyl zvolen (stal se sedmým náhradníkem). V komunálních volbách v roce 2022 Rychtařík opět kandidoval jako lídr hnutí ANO v Lounech, opět získal nejvíce preferenčních hlasů, byl tedy zvolen zastupitelem města a krátce poté navíc lounským starostou. Krátce po jeho zvolení nechala městská radnice svěsit vlajku Ukrajiny a nahradit ji vlajkou města Louny, což vyvolalo zájem médií.
V krajských volbách v roce 2024 obhájil mandát zastupitele Ústeckého kraje, když kandidoval z 19. místa kandidátní listiny hnutí. V září 2024 informoval web PrahaIN.cz o údajném špatném Rychtaříkově chování ve funkci starosty a velmi špatné atmosféře na lounské radnici.
Ve sněmovních volbách v roce 2025 kandiduje na 10. místě kandidátní listiny hnutí ANO v Ústeckém kraji.